# Bahnhof Meckelfeld
Der Bahnhof Meckelfeld (Hp) ist ein Haltepunkt in der Gemeinde Seevetal. Er liegt an der Hauptstrecke zwischen Hamburg und Hannover.

## Lage
Der Bahnhof liegt zentral in Meckelfeld. Östlich des Bahnhofs verlaufen Bundesautobahn 1 und die Elbe. Südlich des Haltepunktes beginnt der Rangierbahnhof Maschen, der im Personenverkehr auf der Hauptstrecke umfahren wird.
Der nächstgelegene Fernbahnhof befindet sich in Hamburg-Harburg.

## Geschichte

### Geschichte des Bahnhofes
Lange Zeit fehlte Meckelfeld eine gut ausgebaute Durchgangsstraße, jedoch spielten zwei bedeutende Bahnstrecken eine wichtige Rolle in der Entwicklung des Ortes. Seit 1847 verband die Strecke Harburg–Lüneburg–Hannover die Region und seit 1874 ergänzte die Strecke Harburg–Bremen das Verkehrsnetz. Eine Haltestelle für die Strecke nach Lüneburg wurde bereits 1880 eingerichtet und 1913 zu einem Bahnhof ausgebaut, der sowohl Personenverkehr als auch Güterverkehr bediente. Einen direkten Bahnanschluss nach Bremen erhielt Meckelfeld jedoch nicht.
Am 12. August 1969 ereignete sich nahe Meckelfeld ein schweres Zugunglück mit vier Todesopfern und über 30 Verletzten.
Mit dem Bau des Rangierbahnhofs Maschen 1970 bis 1977 wurden die Gleisanlagen grundlegend verändert und südlich von Meckelfeld die Strecke ostwärts verschwenkt. Der Bahnhof Meckelfeld wurde aufgegeben und der neue Haltepunkt angelegt, der seit 1975 in Betrieb ist.

### S-Bahn Hamburg Anschluss
Nach Eröffnung der Gleichstrom-S-Bahn nach Harburg im Winter 1983/84 wurden die Teilstrecken Harburg nach Maschen bzw. nach Hittfeld in „zu S3“ bezeichnet. Die Stationen Veddel und Wilhelmsburg entfielen für die Nahverkehrszüge auf dieser Strecke. Ab 15. Dezember 2002 wurden sie als R30, R40, R50 bezeichnet, bevor das Land Niedersachsen 2014 eigene Liniennummern einführte.

### Bunter Bahnhof
Im Zuge des Projektes "Bunter Bahnhof" wurden im Jahr 2003 etwa 150 Bilder von rund 500 Künstlern im Bahnhof Meckelfeld zum Thema "Träume" aufgestellt. Die Initiative, organisiert vom Präventionsrat Seevetal e.V., wurde durch Firmen, Bürger, Vereine und die Gemeinde Seevetal finanziert. Beteiligt waren sowohl Kinder als auch Erwachsene, die auf ausrangierten Autobahnschildern und Aluminiumplatten malten. Das Ziel war, die eintönig gefliesten Vorortbahnhöfe in farbenfrohe und phantasievolle Galerien zu verwandeln. Die Kunstwerke wurden zum Schutz versiegelt und variieren in Größe und Form, was für Abwechslung und Vielfalt sorgt. An dem Projekt beteiligten sich über 2.000 Personen aus Kindergärten, Schulen, Jugendzentren, Kirchengemeinden sowie Senioren- und Behinderteneinrichtungen. Das Projekt benötigte fünf Jahre Vorbereitungszeit.

## Modernisierung
Im Zuge der Modernisierung wurde der Haltepunkt Meckelfeld bis zum 28. Januar 2024 vollständig barrierefrei ausgebaut. Finanziert wurden die Maßnahmen durch das Programm „Niedersachsen ist am Zug! III“ der Landesnahverkehrsgesellschaft Niedersachsen (LNVG). Aufgrund der Lage an der stark frequentierten Strecke zwischen Hamburg und Lüneburg erfolgten die Bauarbeiten in zwei Phasen. Dabei wurde der 210 Meter lange Mittelbahnsteig komplett erneuert und auf eine Höhe von 76 Zentimetern gebracht, um einen stufenlosen Ein- und Ausstieg zu ermöglichen. Zusätzlich erneuerte man zwei Wartehäuschen, das komplette 51 Meter lange Bahnsteigdach sowie die Fahrgastinformationsanzeigen.
Zur Unterstützung sehbehinderter Reisender wurde ein taktiles Leitsystem installiert. Im Rahmen der Modernisierungsarbeiten wurde die alte Bahntreppe abgerissen und eine neue Personenüberführung errichtet, die den Bahnsteig mit dem Busbahnhof verbindet. Ein neuer Aufzug auf der Bahnsteigseite verbessert die Zugänglichkeit.

## Verkehrsangebot

### Regionalverkehr
| Linie | Zuglauf | Takt                                                                           | Kursbuchstrecke             | Eisenbahnverkehrsunternehmen | Fahrzeugmaterial                                 |
| ----- | --- | ------------------------------------------------------------------------------ | --------------------------- | ---------------------------- | ------------------------------------------------ |
| RB 31 | Hamburg Hauptbahnhof – Hamburg-Harburg – Meckelfeld – Maschen – Stelle – Ashausen – Winsen (Luhe) – Radbruch – Bardowick – Lüneburg – Bienenbüttel – Bad Bevensen – Uelzen | stündlich mit Verstärker in der HVZ (einzelne Züge in den Nächten nach Uelzen) | 110: Lehrte–Hamburg-Harburg | metronom                     | Bombardier Traxx + 6 Bombardier-Doppelstockwagen |
|       | Stand: Mai 2024 |                                                                                |                             |                              |                                                  |

### Busverkehr
Der Busverkehr am Bahnhof Meckelfeld wird von den Anbietern Hochbahn und KVG Stade angefahren.
| Linien | Linienverlauf                                                                                               |
| ------ | --- |
| 248    | Holtorfsloh – Ramelsloh – Maschen – Bf. Meckelfeld                                                          |
| 343    | Fleestedt – Jehrden – Maschen – Bf. Meckelfeld                                                              |
| 443    | Majestätische Aussicht – Gellersenweg – Harburg Rathaus – Bf. Harburg – Sinstorf – Meckelfeld, Schulzentrum |
| 548    | Bullenhausen – Over – Hörsten – Meckelfeld – Maschen                                                        |
| 647    | Bf. Meckelfeld – Maschen – Hittfeld, Kirche                                                                 |

## Tarif
Der Landkreis Harburg ist seit Dezember 2004 Teil des Hamburger Verkehrsverbundes (HVV).